# Ludvik Zajc
Ludvik Zajc, slovenski smučarski skakalec in trener, * 21. januar 1943, Jesenice, † 18. julij 2011, Oslo.
Zajc je za Jugoslavijo nastopil na zimskih olimpijskih igrah 1964 v Innsbrucku in 1968 v Grenoblu, kjer je osvojil 9. mesto na veliki skakalnici in 14. mesto na srednji. Z devetim mestom je izenačil najboljšo dotedanjo slovensko in jugoslovansko uvrstitev na zimskih olimpijskih igrah z iger leta 1948 v St. Moritzu, ki so jo dosegli smučarski tekači Tone Razinger, Matevž Kordež, Tone Pogačnik in Jože Knific v štafeti 4 X 10 km ter tudi hokejska reprezentanca istega leta v Grenoblu. Rekord je veljal do osmega mesta Danila Pudgarja leta 1972 v Saporu, močno pa je pripomogel tudi k prejemu Bloudkove plakete leta 1968 »za tekmovalne dosežke v smučarskih skokih«.
V Holmenkollnu je leta 1968 osvojil tretje mesto na tekmi svetovnega pokala. V Oslu je tudi živel po koncu športne kariere. Leta 1972 je kariero nadaljeval kot trener, začel je v Sloveniji, nadaljeval v Italiji, deloval pa tudi v nordijski kombinaciji. V sredini 90-ih let je bil trener slovenske reprezentance, med letoma 1998 in 2002 pa norveške. Norveška smučarska zveza ga je 9. junija 2011 v Smučarskem muzeju v Holmenkollnu na Norveškem nagradila za njegov dolgoleten prispevek razvoju smučanja in še posebej smučarskih skokov, kot tudi dolgoletnega sodelavca v Norveški smučarski zvezi. Nagrado sta mu podelila predsednik Norveške smučarske zveze Sverre K. Seeberg in generalni sekretar zveze Truls Jahnsen.